# Augusz Antal
Báró magurai Augusz Antal Imre (Szekszárd, 1807. február 10. – Szekszárd, 1878. szeptember 9.) színházvezető, mecénás, a Szent István-rend vitéze.

## Élete
A köznemesi magurai Augusz család sarja. Édesapja, magurai Augusz Antal (1779-1834), tolnai postamester, majd köztiszteletben állő főbíró, édesanyja, nemes Zsigmond Zsófia (1782-1823) volt. Kitűnő eredménnyel végezte tanulmányait, először Budán, majd 1826-tól mint a pesti egyetem törvénykarának tagja. Ugyanebben az évben kinevezték Tolna megye aljegyzőjévé. A pozsonyi országgyűlés után, amelyen Dőry Vince akkori követ és alispán alkalmazásában állt, hazatért Szekszárdra, és a város ügyeinek szentelte idejét. 1836-ban a szőlőműveléssel és bortermeléssel kapcsolatban gyarapította ismereteit külföldön: Németországban, Franciaországban, Angliában és Svájcban. 1839-től barátság fűzte Liszt Ferenchez, akinek legfontosabb pártfogója volt Magyarországon. 1843–tól 1848-ig Tolna vármegye alispánja volt, a szabadságharc ideje alatt a közélettől visszavonult. 1849. augusztus 20-án császári és királyi kormánybiztosnak nevezték ki Tolna megyében, majd az év októberében Tolna-, Baranya- és Somogy megyék kerületi főispáni titulusát is megkapta. 1850. augusztus 21-én a Szent István-rend vitézévé avatták, és a bárói méltóságot is elnyerte. 1850. novemberben Pest kerületi főispánja lett, 1852. novemberben pedig a budai császári és királyi helytartósági osztály alelnökévé választották. 1854. december 15-én a pápa a Krisztus-rend vitézévé választotta.
1852 és 1859 között töltötte be a budai Helytartósági Osztály alelnöki tisztjét, valamint 1851–től 1858-ig a Nemzeti Színház működtetésére létrehozott bizottmány, az ún. Comité elnöke volt. 1867-ben megalapította a Budai Egyházi Zeneegyesületet.

## Augusz és Liszt barátsága

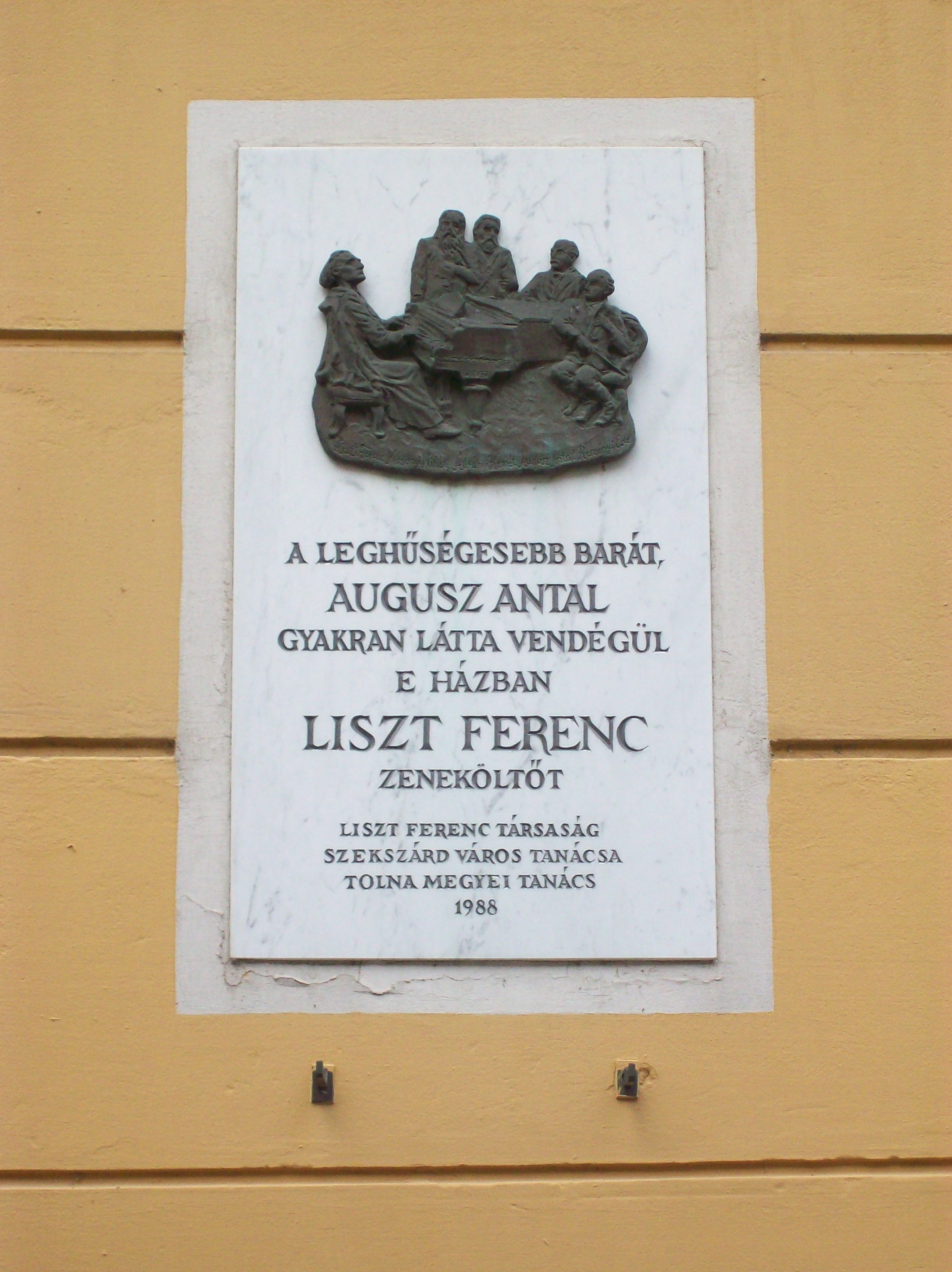
Emléktábla a Budai Várban, az Úri utcában

A magurai Augusz családnak a címere

A művész négyszer (1846, 1865, 1870 és 1876) volt Augusz Antal vendége Szekszárdon, az Augusz-házban. Itt került először érintkezésbe a vidéki társadalommal. Liszt ennek hatására eszmélt rá, hogy Magyarországhoz tartozik és zenéjével a magyar nemzetet hivatott szolgálni. Itt alkotta meg Augusznak dedikált VIII. rapszódiáját, a Magyar Rapszódiát. Augusznak nagy szerepe volt a Liszt Esztergomi miséjének elfogadtatásában és bemutatásában egyaránt. Szintén az ő javaslatára bízták meg Lisztet Ferenc József királlyá koronázásának alkalmára a Koronázási mise elkészítésével, melyet a jeles napon, 1867. június 8-án mutattak be. Liszt harmadik szekszárdi látogatásakor a művész születésnapját a lakosság fáklyás felvonulással köszöntötte, próbálták rábírni hogy végleg maradjon Magyarországon. Augusz Antal közbenjárására történt az is, hogy Lisztet kérték fel 1873-ban a Zeneakadémia megszervezésére. 1878-ban Liszt így írt régi barátja haláláról: "Augusz elvesztése a legfájdalmasabban érint. Az esztergomi mise első előadása óta - több mint húsz éve - lélekben egyek voltunk. S ugyancsak ő volt, aki elhatározásomban, hogy magamat Budapestre kötelezzem, különösen megerősített."

## Házassága és leszármazottjai
1846. október 21.-én Bécsben vette feleségül Schwab Klára (1826-1894) kisasszonyt, lovag Schwab Sándor és Mack Anna lányát. A házasságukból született:
- báró magurai Augusz Antal (1854-1878)
- báró magurai Augusz Imre (1859-1886)
- báró magurai Augusz Anna
- báró magurai Augusz Ilona
- báró magurai Augusz Klára (1857-1889). Férje, gróf alsó- és felsősurányi Sigray Antal (1879-1947) legitimista politikus, a Sigray család utolsó férfisarja.